# Курт-Челебијина џамија у Својбору
Курт-Челебијина џамија изграђена је током прве половине XVI века и налази се у насељу Својбор у Новом Пазару. За споменик културе проглашена је 1972. године. 

## Историјат
Курт-Челебијина џамија изграђена је током друге половине XVI века. У првој половини ХIХ века обновљена је од стране ктитора Ејуп-паше Ферхатагића, када добија друго име (Пашина џамија) о чему постоји натпис у стиховима на персијском језику из 1837/38.

## Изглед џамије
Оригинална целина је имала ниско дрвено минаре на масивном каменом постољу, у које се улазило са махвила. У унутрашњости је имала једноставан камени минбар и михраб. Издваја се по свом ретком ентеријеру у коме доминирају пластични украси. Исламска заједница реконтруисала је џамију, па је њен првобитни изглед измењен. Стари минарет је срушен, на његовом месту подигнут је нов од камена трахита, док је четвороводна кровна конструкција замењена куполом, а некадашњи трем дограђен и затворен.

## Легенда
Ејуп-паша је током градње џамије обљубио жену босанског везира, која се на путу за Стамбол одмарала код њега у двору, после чега је нађен мртав. Како је у тренутку његове смрти минаре било до пола завршено, градња никад није настављена и џамија је остала са крњим минаретом. 